# 考克斯角
74°56′S 136°43′W / 74.933°S 136.717°W
考克斯角（英語：Cox Point）是南極洲的海岬，位於瑪麗伯德地，處於加菲爾德冰川終點西南部，該海岬由美國研究隊發現，現時由南極條約體系管理。